# Рочев, Василий Васильевич
Васи́лий Васи́льевич Ро́чев (род. 23 октября 1980, Сыктывкар, Коми АССР) — российский лыжник, член сборной команды России по лыжным гонкам. Участник двух зимних Олимпиад: 2002 в Солт-Лэйк-Сити и 2006 в Турине. Чемпион мира 2005 г. В течение нескольких лет был капитаном мужской российской сборной команды, однако после того, как Василий ушёл из сборной на самостоятельную подготовку со своим отцом и тренером Василием Павловичем Рочевым, его на этом посту сменил его товарищ по команде Николай Панкратов.
Сын Нины Рочевой, брат Ольги Рочевой (Щучкина в браке) и Анатолия Рочева, многократного чемпиона и призёра чемпионатов России по лыжным гонкам. 
Женат на трёхкратной олимпийской чемпионке Юлии Чепаловой, у них растёт четверо детей. 04.02.2018 года Василий стал отцом в пятый раз, жена Юлия Чепалова родила мальчика.

## Образование
В 1997 году окончил лицей при педагогическом училище.
В том же году поступил на юридическое отделение Рязанской академии права и управления при Министерстве юстиции РФ, которую окончил в 2001 году.

## Достижения в спорте
В сборной России по лыжным гонкам с 1999 года.
Неоднократный чемпион России. Победитель и серебряный призёр первенства мира среди юниоров 2000 года.
Участник Олимпийских игр 2002 года в Солт-Лэйк-Сити.
Чемпион мира 2005 года в спринте.
Бронзовый призёр Олимпийских игр 2006 в командном спринте в паре с Иваном Алыповым. Обладатель двух серебряных медалей чемпионата мира 2007.